# Sicyases sanguineus
El pejesapo o pejesapo común (Sicyases sanguineus) es una especie de pez de la familia Gobiesocidae que se caracteriza por una cabeza enorme y redonda y sus aletas ventrales formando parte de una estructura que le permite adherirse a las rocas.

## Características
Vive en las aguas costeras (submareal e intermareal rocoso) de Chile y Perú, es un pez osteíctio sin escamas que se caracteriza por poseer una gran ventosa entre las aletas pélvicas (o ventrales).  Gracias a esta estructura el pez puede adherirse a las rocas para contrarrestar la fuerza de las olas.  El S.sanguineus es uno de los pejesapos que alcanza una mayor talla (unos 30 cm de longitud total)  y debido a su apreciada carne, tiene cierta importancia comercial.  
Pueden permanecer fuera del agua, bien húmedos, de 17 a 40 h
Durante su desarrollo inicial S.sanguineus, así como la mayoría de los pejesapos, sufre grandes cambios en su estilo de vida. Sus huevos son bentónicos.  Son colocados, adheridos a la superficie de las rocas, en lugares expuestos a un intenso oleaje.  Las pequeñas larvas de estos huevos nacen en este ambiente tremendamente hostil, y de alguna forma logran escabullirse hacia mar abierto donde se integran al resto del zooplancton mientras dura su fase larval hasta la metamorfosis.  Posteriormente, una vez terminada la metamorfosis, bajan hacia las profundidades costeras para integrarse a las poblaciones bentónicas y haciendo uso de su ventosa se adhieren a las rocas.  A medida que van creciendo, se acercan a las grandes paredes rocosas de la costa, donde adheridos con firmeza se protegen de sus predadores (nutrias o chungungos, lobos marinos y pulpos), casi no tienen competidores en la búsqueda de alimento.
Vive en el océano Pacífico subtropical desde Perú) hasta el extremo Sur de Chile y se encuentran fundamentalmente sobre acantilados rocosos expuestos al impacto directo del oleaje.